# Uggeløse Sogn
Uggeløse Sogn er et sogn i Hillerød Provsti (Helsingør Stift).
I 1800-tallet var Uggeløse Sogn anneks til Lynge Sogn. Begge sogne hørte til Lynge-Frederiksborg Herred i Frederiksborg Amt. Lynge-Uggeløse sognekommune blev ved kommunalreformen i 1970 indlemmet i Allerød Kommune.
I Uggeløse Sogn ligger Uggeløse Kirke.
I sognet findes følgende autoriserede stednavne:
- Bastrup (bebyggelse)
- Bastrup By (bebyggelse, ejerlav)
- Hestetangshuse (bebyggelse)
- Hestetangs Mølle (bebyggelse, ejerlav)
- Høveltsvang (bebyggelse, ejerlav)
- Krogenlund (areal, bebyggelse)
- Mørdrup (bebyggelse)
- Mørdrup By (bebyggelse, ejerlav)
- Nymølle (bebyggelse)
- Rosenbusk (bebyggelse)
- Terkelskov (areal, bebyggelse)
- Uggeløse (bebyggelse)
- Uggeløse By (bebyggelse, ejerlav)
- Uggeløse Krog Huse (bebyggelse)
- Vassingerød (bebyggelse)
- Vassingerød By (bebyggelse, ejerlav)
- Vassingerød Old (bebyggelse)